# Leonessa
Leonessa település Olaszországban, Lazio régióban, Rieti megyében. Lakosainak száma 2110 fő (2023. január 1.). Leonessa Cantalice, Cascia, Ferentillo, Micigliano, Monteleone di Spoleto, Polino, Posta, Cittareale, Poggio Bustone és Rivodutri községekkel határos.

## Népesség
A település lakossága az elmúlt években az alábbi módon változott:
| Lakosok száma | 2396 | 2349 | 2110 |
|               | 2017 | 2018 | 2023 |